# Giro del Belgio 2015
Il Giro del Belgio 2015, ottantacinquesima edizione della corsa e valida come evento UCI Europe Tour 2015 di categoria 2.HC, si svolse dal 27 al 31 maggio 2015 su un percorso totale di 744,15 km. Il percorso era suddiviso in un prologo iniziale e quattro tappe in linea, due di pianura dedicate alle ruote veloci e due di media montagna. La corsa fu vinta dal belga Greg Van Avermaet con il tempo totale di 18 ore, 1 minuto e 16 secondi.

## Tappe
| Tappa   | Data      | Percorso                                      | km     | Vincitore di tappa | Leader cl. generale |
| ------- | --------- | --------------------------------------------- | ------ | ------------------ | ------------------- |
| Prologo | 27 maggio | Bornem (Cron. individuale)                    | 6,85   | Matthias Brändle   | Matthias Brändle    |
| 1ª      | 28 maggio | Lochristi > Knokke-Heist                      | 178,5  | Tom Boonen         | Matthias Brändle    |
| 2ª      | 29 maggio | Knokke-Heist > Herzele                        | 201,1  | Arnaud Démare      | Matthias Brändle    |
| 3ª      | 30 maggio | Lacs de l'Eau d'Heure > Lacs de l'Eau d'Heure | 158,5  | Arnaud Démare      | Matthias Brändle    |
| 4ª      | 31 maggio | Sankt Vith > Sankt Vith                       | 199,2  | Greg Van Avermaet  | Greg Van Avermaet   |
| Totale  | Totale    | Totale                                        | 744,15 |                    |                     |

## Dettagli delle tappe

### Prologo
- 27 maggio: Bornem – Cronometro individuale – 6,85 km

Risultati
| Pos. | Corridore        | Squadra     | Tempo |
| ---- | ---------------- | ----------- | ----- |
| 1    | Matthias Brändle | IAM Cycling | 7'54" |
| 2    | Rohan Dennis     | BMC Racing  | a 2"  |
| 3    | Gaëtan Bille     | Verandas W. | a 9"  |

| Pos. | Corridore        | Squadra     | Tempo |
| ---- | ---------------- | ----------- | ----- |
| 1    | Matthias Brändle | IAM Cycling | 7'54" |
| 2    | Rohan Dennis     | BMC Racing  | a 2"  |
| 3    | Gaëtan Bille     | Verandas W. | a 9"  |

### 1ª tappa
- 28 maggio: Lochristi > Knokke-Heist – 178,5 km

Risultati
| Pos. | Corridore        | Squadra        | Tempo    |
| ---- | ---------------- | -------------- | -------- |
| 1    | Tom Boonen       | Etixx-Quick S. | 4h19'21" |
| 2    | Arnaud Démare    | FDJ            | s.t.     |
| 3    | Jens Debusschere | Lotto-Soudal   | s.t.     |

| Pos. | Corridore        | Squadra     | Tempo    |
| ---- | ---------------- | ----------- | -------- |
| 1    | Matthias Brändle | IAM Cycling | 4h27'15" |
| 2    | Rohan Dennis     | BMC Racing  | a 2"     |
| 3    | Gaëtan Bille     | Verandas W. | a 9"     |

### 2ª tappa
- 29 maggio: Knokke-Heist > Herzele – 201,1 km

Risultati
| Pos. | Corridore        | Squadra        | Tempo    |
| ---- | ---------------- | -------------- | -------- |
| 1    | Arnaud Démare    | FDJ            | 4h43'39" |
| 2    | Tom Boonen       | Etixx-Quick S. | s.t.     |
| 3    | Jürgen Roelandts | Lotto-Soudal   | s.t.     |

| Pos. | Corridore        | Squadra     | Tempo    |
| ---- | ---------------- | ----------- | -------- |
| 1    | Matthias Brändle | IAM Cycling | 9h10'56" |
| 2    | Arnaud Démare    | FDJ         | a 6"     |
| 3    | Gaëtan Bille     | Verandas W. | s.t.     |

### 3ª tappa
- 30 maggio: Lacs de l'Eau d'Heure > Lacs de l'Eau d'Heure – 158,5 km

Risultati
| Pos. | Corridore        | Squadra        | Tempo    |
| ---- | ---------------- | -------------- | -------- |
| 1    | Arnaud Démare    | FDJ            | 3h52'50" |
| 2    | Tom Boonen       | Etixx-Quick S. | s.t.     |
| 3    | Jens Debusschere | Lotto-Soudal   | s.t.     |

| Pos. | Corridore         | Squadra     | Tempo     |
| ---- | ----------------- | ----------- | --------- |
| 1    | Matthias Brändle  | IAM Cycling | 13h03'41" |
| 2    | Arnaud Démare     | FDJ         | a 1"      |
| 3    | Greg Van Avermaet | BMC Racing  | a 8"      |

### 4ª tappa
- 31 maggio: Sankt Vith > Sankt Vith – 199,2 km

Risultati
| Pos. | Corridore         | Squadra      | Tempo    |
| ---- | ----------------- | ------------ | -------- |
| 1    | Greg Van Avermaet | BMC Racing   | 4h57'44" |
| 2    | Tiesj Benoot      | Lotto-Soudal | s.t.     |
| 3    | Egor Silin        | Katusha      | a 10"    |

| Pos. | Corridore         | Squadra      | Tempo     |
| ---- | ----------------- | ------------ | --------- |
| 1    | Greg Van Avermaet | BMC Racing   | 18h01'16" |
| 2    | Tiesj Benoot      | Lotto-Soudal | a 41"     |
| 3    | Gaëtan Bille      | Verandas W.  | a 56"     |

## Evoluzione delle classifiche
| Tappa              | Vincitore          | Classifica generale Maglia rossa | Classifica a punti Maglia blu | Classifica combattività Maglia verde | Classifica a squadre |
| ------------------ | ------------------ | -------------------------------- | ----------------------------- | ------------------------------------ | -------------------- |
| Prologo            | Matthias Brändle   | Matthias Brändle                 | Matthias Brändle              | non assegnata                        | Etixx-Quick Step     |
| 1ª                 | Tom Boonen         | Matthias Brändle                 | Tom Boonen                    | Benjemin Verraes                     | BMC Racing Team      |
| 2ª                 | Arnaud Démare      | Matthias Brändle                 | Arnaud Démare                 | Benjemin Verraes                     | BMC Racing Team      |
| 3ª                 | Arnaud Démare      | Matthias Brändle                 | Arnaud Démare                 | Benjemin Verraes                     | BMC Racing Team      |
| 4ª                 | Greg Van Avermaet  | Greg Van Avermaet                | Tom Boonen                    | Philipp Walsleben                    | BMC Racing Team      |
| Classifiche finali | Classifiche finali | Greg Van Avermaet                | Tom Boonen                    | Philipp Walsleben                    | BMC Racing Team      |

## Classifiche finali

### Classifica generale
| Pos. | Corridore            | Squadra      | Tempo     |
| ---- | -------------------- | ------------ | --------- |
| 1    | Greg Van Avermaet    | BMC Racing   | 18h01'16" |
| 2    | Tiesj Benoot         | Lotto-Soudal | a 41"     |
| 3    | Gaëtan Bille         | Verandas W.  | a 56"     |
| 4    | Dylan Teuns          | BMC Racing   | a 1'28"   |
| 5    | Martin Elmiger       | IAM Cycling  | a 1'49"   |
| 6    | Mathieu van der Poel | BKCP         | a 1'59"   |
| 7    | Oliver Naesen        | Topsport Vl. | a 2'02"   |
| 8    | Vjačeslav Kuznetsov  | Katusha      | a 2'13"   |
| 9    | Huub Duyn            | Roompot      | a 2'15"   |
| 10   | Frederik Backaert    | Wanty-Gobert | a 2'17"   |

### Classifica a punti
| Pos. | Corridore         | Squadra        | Punti |
| ---- | ----------------- | -------------- | ----- |
| 1    | Tom Boonen        | Etixx-Quick S. | 80    |
| 2    | Tom Van Asbroeck  | Lotto NL       | 46    |
| 3    | Gaëtan Bille      | Verandas W.    | 44    |
| 4    | Jens Debusschere  | Lotto-Soudal   | 44    |
| 5    | Greg Van Avermaet | BMC Racing     | 42    |

### Classifica combattività
| Pos. | Corridore         | Squadra      | Punti |
| ---- | ----------------- | ------------ | ----- |
| 1    | Philipp Walsleben | BKCP         | 58    |
| 2    | Connor McConvey   | Team 3M      | 28    |
| 3    | Ludwig De Winter  | Wallonie-Br. | 27    |
| 4    | Jürgen Roelandts  | Lotto-Soudal | 26    |
| 5    | Rohan Dennis      | BMC Racing   | 25    |

### Classifica a squadre
| Pos. | Squadra                     | Tempo     |
| ---- | --------------------------- | --------- |
| 1    | BMC Racing Team             | 54h07'31" |
| 2    | Team Roompot Oranje Peloton | a 5'25"   |
| 3    | Lotto-Soudal                | a 7'51"   |
| 4    | Topsport Vlaanderen-Baloise | a 9'36"   |
| 5    | Team Katusha                | a 11'46"  |